# Robertinho (beach soccer)
Robertinho est un joueur de beach soccer international brésilien. Il évolue au poste de gardien de but et pratique parallèlement le showbol.
Il est nommé meilleur gardien du Championnat du monde lors de l'édition 2003.

## Biographie
Robertinho commence en équipe du Brésil de beach soccer comme remplaçant de Paulo Sérgio et prend sa place dans les cages auriverde en 2001. Lors du Championnat du monde 2003 il est élu meilleur gardien de but lors de la compétition remportée par le Brésil.
En 2006, à la suite d'un conflit avec Alexandre Soares, alors sélectionneur de l'équipe du Brésil de beach soccer, il n'est plus convoqué avec la Seleçao.

## Palmarès

### Beach soccer

#### En sélection
| Compétitions mondiales | Compétitions continentales                                                                        |
| --- | ------------------------------------------------------------------------------------------------- |
| - Coupe du monde (6) - Vainqueur en 1998, 1999, 2000, 2002, 2003 et 2004 - 3e en 2005 - BSWW Mundialito (6) - Vainqueur en 1999, 2000, 2001, 2002, 2004 et 2005 - Finaliste en 2003 - 3e en 1998 - Coupe latine (7) - Vainqueur en 1998, 1999, 2001, 2002, 2003, 2004, 2005 - 3e en 2000 | - Championnat CONMEBOL (1) - Vainqueur en 2005 - Copa América (3) - Vainqueur en 1998, 1999, 2003 |

#### En club
- Coupe du monde des clubs
  - Finaliste en 2012

#### Individuel
Élu meilleur gardien lors du Championnat du monde 2003

### Showbol

#### En sélection
Vainqueur de la Copa America en 2010

#### En club
- Champion Carioca en 2011 et 2012
- Champion brasileiro en 2010 et 2012
- Vainqueur du tournoi Rio-São Paulo en 2011